# Grande jetée de Weston-super-Mare
Pour les articles homonymes, voir Pier.
La jetée de Weston-super-Mare (Grand Pier) est une jetée située à Weston-super-Mare, ville côtière du comté du Somerset, dans le sud-ouest de l'Angleterre, à environ 18 milles (28 km) au sud-ouest de Bristol.  La jetée est située sur le canal de Bristol.
La jetée appelée The Grand Pier (La Grande Jetée en français) est une des trois jetées que compte la ville de Weston-super-Mare, parmi la jetée de Birnbeck Pier, actuellement à l'abandon en attendant une possible restauration, et le SeaQuarium, abritant un aquarium marin.
Les autorités de Weston-super-Mare voulant attirer plus de touristes, commandèrent la construction du Grand Pier en 1904. 
Il s'agit d'une des dernières jetées construites juste après le décès de la Reine Victoria.
À l'origine la jetée accueillait un vaste théâtre, d'une capacité de 2 000 spectateurs, ainsi qu'un kiosque philharmonique.
La jetée fut détruite par un incendie le 13 janvier 1930, provoquant de nombreuses explosions de bonbonnes d'oxygène, projetées vers la côte et empêchant les pompiers d'accéder au sinistre. La reconstruction eut lieu en plusieurs étapes.  La jetée fut reconstruite avec deux nouveaux pavillons et ouverts au public en 1932.
Le Grand Pier fut une nouvelle fois victime d'un incendie le 28 juillet 2008.  La colonne de fumée était visible à une distance de 16 km. Les flammes atteignaient 30 m de hauteur. Les pompiers eurent de grosses difficultés à combattre l'incendie, le feu s'étant déclaré à marée basse et la jetée se trouvant à une distance de 400 m de la côte. Le feu s'était déclaré dans la partie nord-ouest du pavillon.